# Trollbröllopet
Trollbröllopet är ett av Sveriges äldsta bygdespel. Sedan 1935 spelas det återkommande på naturscenen i Lämåsens naturreservat vid Busjöns södra strand i Äppelbo.
Trollbröllopet skrevs av den lokale författaren Herbert Grönfall år 1932 och handlar om hur Äppelbo fick sin brudkrona, som återfinns i Äppelbo kyrka. Enligt den lokala sägnen blev en fäbodkulla på 1600-talet klädd till brud av skogens troll för att vigas med ett av trollen. Dock lyckades hon räddas från att bli bergtagen och hade då guldkronan kvar på sitt huvud. Efter denna händelse ska fäboden ha fått namnet Brudskogen.
Från år 1935 spelades Trollbröllopet vid återkommande tillfällen, dock inte varje år. Kring år 1970 tog den spelaktive Åke Gyllenvåg initiativet till att efter några års speluppehåll göra en omarbetning av spelet i nära samarbete med spelets upphovsman Grönfall och medverkande från tidigare år. Sedan år 1971 har den moderniserade versionen av spelet med inspelad musik, nya ljudeffekter och restaurerade sidobyggnader uppförts vid mitten av augusti varje år av Äppelbo Teateramatörer i samarbete med Äppelbo Hembygdsförening. Som mest sågs spelet vid tidigt 1980-tal av uppåt 2000 personer per dag, numera omkring 3000 åskådare per säsong.